# Maleïnos
Maleïnos (en grec Μαλεΐνος) est le nom d´une famille byzantine attestée dès le IXe siècle. Elle compta parmi les plus importants et puissants clans aristocratiques d´Anatolie (les dynatoi) au Xe siècle et fournit plusieurs généraux à l´armée byzantine. Son déclin s´amorça lorsque l´empereur Basile II (976-1025) la prit pour cible en raison de sa richesse et de sa puissance, mais certains de ses représentants sont toujours attestés en Anatolie et dans les Balkans tout au long du XIe et du XIIe siècles.

## Histoires et membres
La famille, d´origine grecque, apparaît pour la première fois dans la seconde moitié du IXe siècle. On a pu suggérer que son nom dérivait de celui de Malagina en Bithynie. Cependant, ses possessions principales se trouvaient dans le thème de Charsianon, en Cappadoce, qui doit être considéré comme sa terre natale,.
Le premier membre connu de la famille est le général Nikephoros Maleïnos, dont on sait seulement qu´il réprima en 866 la révolte de Symbatios, un parent du César Bardas fraîchement assassiné. Le patrice et général Eustathe Maleïnos, attesté à la fin du IXe siècle, était probablement son frère ou son fils. Le fils d´Eustathe, Eudokimos, épousa la fille du patrice Adralestos, apparenté par mariage à l´empereur Romain Ier Lécapène (920-944),
Eudokimos eut sept enfants, dont les plus notables furent Constantin et Michel. Constantin fut général et longtemps stratège du thème de Cappadoce au milieu du Xe siècle, et participa à plusieurs campagnes contre les Arabes. Michel devint moine à un jeune âge et atteignit une grande célébrité. Il fut le mentor d´Athanase l'Athonite et le conseiller spirituel de ses neveux, les frères Nicéphore II Phokas et Léon Phocas le Jeune, tous deux nés d´une sœur (dont le nom n´est pas connu), femme du général Bardas Phocas l'Ancien,.
Léon Maleïnos, fils présumé de Nicéphore Maleïnos, participa aux batailles contre les Arabes en Syrie et fut tué en 953 à la bataille de Marach.
Profitant de l´ascension des Phokas, les Maleïnos s´imposèrent dans les années 950 comme l´une des plus puissantes familles anatoliennes et amassèrent une immense fortune. Selon les sources arabes, l´un de leurs domaines s´étendait en continu depuis Claudiopolis en Bithynie jusqu´au Sangarios couvrant environ 115 km2.
À la fin du Xe siècle, le membre le plus notable de la famille était le fils de Constantin, le magistros Eustathe Maleïnos. Général sous Jean Ier Tzimiskès (969-976) et durant les premières années du règne de Basile II, il participa à la rébellion aristocratique menée par Bardas Phocas le Jeune en 987. Après la mort de Bardas Phokas en 989, Eustathe ne fut pas trop sévèrement puni mais fut confiné dans ses domaines. Après quelques années, Basile II le fit venir à Constantinople et confisqua sa fortune après sa mort.
Après ce coup, la famille ne put jamais recouvrer sa puissance antérieure. Cependant, certains membres sont toujours attestés par les sceaux et jouissaient encore de titres importants tels que patrice et proèdre, ainsi que dans des sources littéraires et juridiques du XIe et XIIe siècles, qui documentent également l´établissement d´une branche de la famille en Macédoine, probablement à cause de la perte de l´Anatolie à la suite de la bataille de Mantzikert par les Seljoukides. La nature et la rareté de ces sources témoignent de la perte effective de tout pouvoir politique par le clan Maleïnos : un Stéphane Maleïnos était un propriétaire terrien près de Thessalonique en 1084 et un autre, qui se rebella en 1185 contre l´empereur Andronic Ier Comnène (1183-1185) est décrit par Nicétas Choniatès comme n´étant ni riche ni de naissance noble. Cette branche de la famille n´est plus attestée par la suite.
Une famille Maleïnos est aussi attestée en Italie du Sud et particulièrement en Calabre à partir de la seconde moitié du Xe siècle et jusqu´au XIIe siècle et compta des soldats, des administrateurs ou des membres du clergé. Leur relation avec le clan anatolien des Maleïnos est inconnue.

## Personnalités
- Nikephoros Maleïnos, dont on sait seulement qu´il réprima en 866 la révolte de Symbatios.
- Eustathe Maleïnos, patrice et général, attesté à la fin du IXe siècle, probablement frère ou fils du précédent.
- Eudokimos Maleïnos, fils du précédent, qui épousa la fille du patrice Adralestos, apparenté par mariage à l´empereur Romain Ier Lécapène (920-944).
- Constantin Maleïnos, fils du précédent, général et stratège du thème de Cappadoce au milieu du Xe siècle, participa à plusieurs campagnes contre les Arabes.
- saint Michel Maleïnos, né sous le nom de Manuel, frère du précédent, † 962. Il vécut en ascète en Bithynie où il fonda plusieurs monastères dans le mont Kyminas.
- femme au nom inconnu, sœur des précédents, mariée au général Bardas Phocas l'Ancien et mère de l´empereur Nicéphore II Phokas et de ses frères Léon et Constantin Phocas.
- Léon Maleïnos, fils présumé de Nicéphore Maleïnos, patrice, participa aux batailles contre les Arabes en Syrie et fut tué en 953 à la bataille de Marach[5].
- Eustathe Maleïnos. Général sous [[Jean Ier Tzimiskès|Jean Ier Tzimiskès]] (969-976) et durant les premières années du règne de Basile II, il participa à la rébellion aristocratique menée par Bardas Phocas le Jeune en 987. Après sa mort, Basile II confisqua ses domaines.
- Stéphane Maleïnos, propriétaire terrien près de Thessalonique en 1084.

## Généalogie
```
Eustathe Maleïnos
│
└──> Eudokimos Maleïnos
     │
     ├──>
Constantin Maleïnos

     │          │
     │          └──>
Eustathe Maleïnos

     │
     ├──>
Michel Maleïnos
 † 962
     │
     └──> Inconnue 
          X 
Bardas Phokas l´Ancien

          │
          ├──> 
Nicéphore II Phocas
 (
912
 † 
969
) 
empereur byzantin

          │
          └──> Léon Phocas
          │
          └──> Constantin Phocas
```